# Hybomitra sequax
Hybomitra sequax är en tvåvingeart som först beskrevs av Samuel Wendell Williston  1887.  Hybomitra sequax ingår i släktet Hybomitra och familjen bromsar. Inga underarter finns listade i Catalogue of Life.